# Trèfle scabre
Trifolium scabrum
Espèce
Classification phylogénétique
Statut de conservation UICN

 LC  : Préoccupation mineure
Le trèfle scabre (Trifolium scabrum) est une espèce de plantes à fleurs de la famille des Fabacées. C'est une plante annuelle, pubescente, flexueuse trouvée autour de la Méditerranée.

## Description
C'est une plante basse poussant dans les pelouses rases, parfois au bord de la mer.

### Caractéristiques
- Feuilles
  - Feuilles alternes, formées de 3 petites folioles obovales, coriaces, denticulées.
- Organes reproducteurs
  - Petites fleurs blanchâtres, rassemblées en tête ovoïde, de 5-12 mm de diamètre, avec un calice velu, coriace, à dents recourbées et une corolle plus courte que le calice
  - Période de floraison : juin-août
  - Inflorescence : racème capituliforme
  - Sexualité : hermaphrodite
  - Ordre de maturation :
  - Pollinisation : entomogame
- Graine
  - Fruit : gousse
  - Dissémination : épizoochore
- Habitat et répartition
  - Habitat type : tonsures annuelles basophiles, européennes
  - Aire de répartition : méditerranéen

données d'après : Julve, Ph., 1998 ff. - Baseflor. Index botanique, écologique et chorologique de la flore de France. Version : 23 avril 2004.